# Chamissoa
Chamissoa es un género de  fanerógamas pertenecientes a la familia Amaranthaceae. Comprende 29 especies descritas y de estas, solo 2 aceptadas.

## Taxonomía
El género fue descrito por Carl Sigismund Kunth y publicado en Nova Genera et Species Plantarum (folio ed.) 2: 196. 1817. La especie tipo es:  Chamissoa altissima (Jacq.) Kunth

## Especies aceptadas

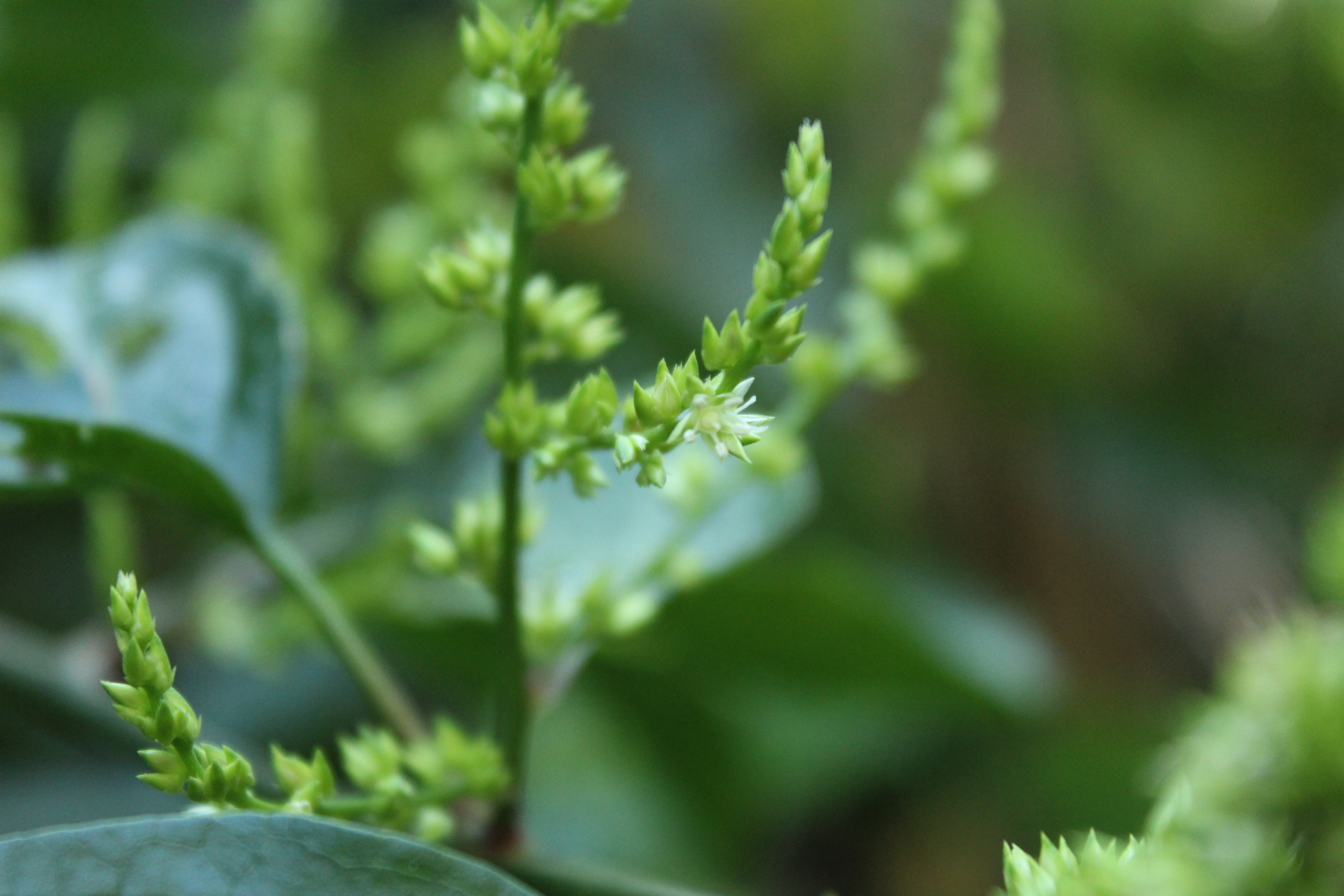
Chamissoa en Maní, Colombia

A continuación se brinda un listado de las especies del género Chamissoa aceptadas hasta septiembre de 2012, ordenadas alfabéticamente. Para cada una se indica el nombre binomial seguido del autor, abreviado según las convenciones y usos. 
- Chamissoa acuminata Mart.
- Chamissoa altissima (Jacq.) Kunth